# Alaksandr Czyhir
Alaksandar Czyhir (biał. Аляксандар Чыгір, ur. 29 maja 1972 w Rzeczycy) – białoruski historyk i działacz społeczny, opozycjonista. 

## Życiorys
Z zawodu jest nauczycielem historii. W latach 2002–2007 pełnił obowiązki radnego Bobrujska. Za swą działalność był wielokrotnie aresztowany i więziony przez władze białoruskie, jak również pozbawiany pracy. 6 marca 2002 został skazany przez Sąd Rejonowy w Mińsku na siedem lat pozbawienia wolności pod sfingowanym zarzutem handlu częściami samochodowymi. Kilka dni po wyroku skazującym Zjednoczona Partia Obywatelska zaczęła domagać się uznania Czyhira więźniem sumienia. 
W 2006 stał na czele sztabu wyborczego Aleksandra Milinkiewicza w Bobrujsku. W wyborach parlamentarnych z 2008 roku kandydował w wiejskim okręgu wyborczym nr 80 z siedzibą w Bobrujsku. 
Jest młodszym synem byłego premiera Białorusi Michaiła Czyhira.